# Ferdinand Oreille de Carrière
Pour les personnes ayant le même patronyme, voir Oreille (homonymie).
Le capitaine de cavalerie Ferdinand Oreille de Carrière (ancien 1er arrondissement de Paris, 10 octobre 1820 - Neuilly-sur-Seine (département de la Seine), 27 décembre 1876), est un fils illégitime né posthume de la relation entre Charles-Ferdinand d'Artois (1778-1820) et Virginie Oreille (1795-1875), sa maîtresse.

## Biographie

### Famille
Ferdinand Oreille, comme deux de ses demi-frères — Henri d'Artois, « l'Enfant du miracle » et Charles de La Roche —, est un fils posthume de Charles Ferdinand d’Artois (1778-1820), duc de Berry.
Sa mère, Virginie Oreille (1795-1875), danseuse à l’Opéra, le reconnaît par un acte passé le 12 août 1849 devant maître Esnée, notaire à Paris
Ferdinand est le deuxième des trois enfants  de Virginie Oreille qui épousa François Touchard (1795-1880) en 1843 :
1. Charles Oreille de Carrière (1815-1858)
2. Ferdinand Oreille (1820-1876)
3. Pauline Touchard (1834-1908)

À ce qu’indique Christophe Brun, Ferdinand Oreille ne se fit jamais appeler Oreille de Carrière contrairement à son frère aîné Charles.
Charles et Ferdinand Oreille sont donnés tous deux comme des « enfants naturels non reconnus » du duc de Berry.
Charles et Ferdinand portent chacun l’un des deux prénoms usuels portés par leur père Charles-Ferdinand d'Artois.
La  naissance de Ferdinand inspira un huitain aux pamphlétaires :
Le bon Duc fut des plus féconds.

Il était pour la bagatelle :

C’était là son unique fonds.

La cour s’en scandalisa-t-elle ?

Quand vint ce prince-là :

« Pour le coup, voilà la merveille, 

Dit Louis dix-huit à la Du Cayla :

Nos enfants sont faits par l’Oreille ! »
Ferdinand Oreille épouse en 1860 Louise Eugénie Ancelle (1833-1900). Louise Eugénie est la fille du notaire Narcisse Ancelle qui fut maire de Neuilly-sur-Seine (1851-1868) ainsi que le tuteur de Charles Baudelaire (1821-1867).
Le couple a une fille, Léonie Marie Pauline Oreille (1861-1923), qui épouse en 1884 l’avocat Jules Challamel (1853-1927) : une descendance subsiste de nos jours.

### Carrière
Ferdinand Oreille de Carrière fait ses études au lycée Bourbon (actuel lycée Condorcet). Il s'engage comme volontaire dans l'armée en 1840. Puis il intègre Saint-Cyr le 10 novembre 1842 - promotion du Tremblement, et y sort en 1844 comme sous-lieutenant au régiment de chasseur à cheval.
Il prend part à la campagne d’Italie (1859) en qualité de capitaine et reçoit, pour sa conduite, la Légion d’honneur. En 1862, il est nommé capitaine commandant du 4e lanciers au Mans.
Toutefois, malade, il est placé en non-activité, puis rayé des cadres en 1866.

## Sources, bibliographie
: document utilisé comme source pour la rédaction de cet article.
- Christophe Brun, Descendance inédite du duc de Berry : documents et commentaires, préface de Hervé Pinoteau, Paris, édité par L’Intermédiaire des chercheurs et curieux, 1998, 125 pages, 21 cm,  (ISBN 2-908003-06-6)
- Patrick Van Kerrebrouck, La Maison de Bourbon : 1256-1987 ; éditeur : Villeneuve-d'Ascq : Patrick Van Kerrebrouck, 1987 ; description : 795 pages, 28 cm, volume IV de la collection « Nouvelle histoire généalogique de l’Auguste maison de France »  (ISBN 2-9501509-0X), pages 712 : notice « Ferdinand Oreille de Carrière », in pages 712-713 : section « Enfants naturels non reconnus de Charles Ferdinand, duc de Berry »
- Charles Ferdinand d’Artois, duc de Berry, 1778-1820: père du comte de Chambord, Jean-Jacques Boucher, Fernand Lanore, 2000, p. 242.
- André Castelot, La Duchesse de Berry, d’après des documents inédits, Volume 1 de Présence de l’histoire, Librairie académique Perrin, 1963.